# Arthrinium aureum
Arthrinium aureum är en svampart som beskrevs av Calvo & Guarro 1980. Arthrinium aureum ingår i släktet Arthrinium och familjen Apiosporaceae.   Inga underarter finns listade i Catalogue of Life.